# San Marino (mesto)
San Marino je glavno mesto države San Marino. Domačini ga imenujejo po navadi kar na kratko Città (Mesto). Leži na gori Monte Titano in ima 4493 prebivalcev (podatek je iz leta 2003). 
Mesto San Marino je tretje največje mesto v državici San Marino (največje mesto je Dogana, drugo največje pa Borgo Maggiore). 
Po izročilu je mesto ustanovil sveti Marino s skupino kristjanov, ki so se na vrh gore Titano zatekli pred preganjanjem. Mesto ščitijo tri trdnjave (Guaita, Cesta in Montale), ki so zaščitni znak mesta in so narisane tudi v grbu mesta in države San Marino.
Najpomembnejša dejavnost mesta je turizem. Letno obiščejo mesto približno trije milijoni turistov. Glavne turistične znamenitosti mesta so:
- Bazilika svetega Marina
- Tri trdnjave (Guaita, Cesta, Montale)
- Mestna hiša (Palazzo Publico)
- Palača kapitanov regentov (Palazzo dei Capitani)

Nekatere druge zanimive ustanove v mestu:
- Muzej voščenih lutk (Museo delle cere)
- Muzej mučilnih naprav (Museo della tortura)
- Reptilarij